# Joseph Eldridge Hamblin
Pour les articles homonymes, voir Hamblin.
Joseph Eldridge Hamblin (13 janvier 1828 - 3 juillet 1870) est un officier américain pendant la guerre de Sécession, qui commande un régiment , puis une brigade dans l'armée du Potomac.

## Avant la guerre
Hamblin, le fils aîné des quatre enfants de Benjamin et Hannah (Sears) Hamblin, naît le 13 janvier 1828 à Yarmouth, dans le Massachusetts. Il déménage avec ses parents à Boston en 1832. Il suit sa scolarité dans les écoles publiques de Boston. En 1836, la famille retourne à Yarmouth où son père décède en janvier 1837, et retourne de nouveau à Boston deux ans plus tard. En 1846, son oncle Joshua Sears l'envoie en Chine et à son retour de voyage il entre dans la Cunningham, Belknap & Co, une compagnie de fabrication de moteur à Boston puis à New York,. Il quitte cette compagnie en 1846 et entre dans la Rathbone et Hamblin, une compagnie d'assurance. 
En 1851, il s'enrôle dans la milice de New York au sein la troisième compagnie du 7th New York Militia. En 1857, il part à St. Louis au Missouri et est employé chez la Warne, Cheever & Co. Pendant qu'il est à St. Louis, il sert en tant que sergent d'ordonnance et ensuite comme lieutenant dans les Missouri Guards. Il revient à New York au début de la guerre de Sécession,. 

## Guerre de Sécession
Il est courtier en assurance au moment du déclenchement de la guerre. Longtemps membre du 7th New York Volunteer Infantry Regiment, alors le 7e régiment  de la milice de New York, il s'enrôle en 1861 comme adjudant dans zouaves de Duryea et sert en Virginie septentrionale, sous les ordres de Butler, McClellan, Meade, et de Grant, et Sheridan dans le 65th New York Infantry.  
Le 14 mai 1861, il est nommé premier lieutenant et participe à la bataille de Big Bethel le 10 juin 1861. Il fait pendant quelque temps un service de génie à Baltimore avant d'être promu capitaine le 8 septembre 1861,,. Il est promu commandant le 4 novembre lorsqu'il est transféré dans le 65th New York Infantry. Il participe avec son régiment au siège de Yorktown du 5 avril au 1er juillet 1862. Il est promu lieutenant-colonel le 20 juillet 1862,. 
Il participe à la campagne de la Péninsule puis à la campagne d'Antietam. Le 13 décembre 1862, il participe à la bataille de Fredericksburg.  
Lorsque le colonel Alexander Shaler est promu général, Hamblin devient colonel du régiment à sa place. Il est promu colonel le 26 mai 1863,. Il commande temporairement la première brigade de la troisième division du VIe corps de l'armée du Potomac du 30 décembre 1863 au 10 janvier 1864. Il commande temporairement la quatrième brigade de la première division du VIe corps de l'armée de l'armée du Potomac du 20 juin au 6 juillet 1864. 
Du 19 septembre au 19 octobre 1864, il commande temporairement la deuxième brigade de la première division  du VIe corps au sein de l'armée de la Shedandoah. Il se distingue particulièrement lors de la bataille de Cedar Creek, où il est blessé à la jambe droite alors qu'il dirige la brigade. Hamblin est breveté brigadier général le 19 octobre 1864 et, en 1865, promu au grade  avec un brevet de major général pour acte de bravoure à la bataille de Sailor's Creek. 
Il commande la troisième brigade de la première division du VIe corps du 21 janvier au 17 mars 1865 et se distingue lors de la bataille de Hatcher's Run en février 1865. Il commande ensuite la deuxième brigade de la première division du VIe corps du 17 mars au 28 juin 1865. Il participe à la campagne de Petersburg et à la campagne d'Appomattox. Du 28 juin au 15 juillet 1865, il commande la troisième brigade de la première division du corps provisoire du département du milieu. 

## Après la guerre
Hamblin quitte le service actif le 15 janvier 1866 et retourne à New York. Après la guerre, il a un rôle important dans la garde nationale de New York et reprend le travail dans l'industrie de l'assurance au sein de la Commonwealth Fire Insurance Company. Il est nommé colonel de la milice de New York le 10 juin 1867 et breveté major général en tant qu'adjudant général et chef d'état-major de la garde nationale de New York.
Il épouse le 15 octobre 1868 Isabella Gray.
Il meurt à New York le 3 juillet 1870 et est enterré à Yarmouth.